# Догвил
Догвил (енгл. Dogville) је филм из 2003. чији је сценарио написао и режирао дански режисер Ларс фон Тријер, са Никол Кидман, у главној улози, Пол Бетанијем, Лорен Бакол, Стелан Скарсгордом и Џејмс Каном. Прича прати Грејс, младу жену која бежи од гангстера и уточиште налази у градићу Догвил, где пристаје да физички ради у замену за сигурност коју јој градић пружа.
Филм је први наставак Тријерове триологије: САД - Земља прилика (енгл. USA - Land of Opportunities) у којој он пружа саркастичан осврт и демистификацију традиционалних америчких вредности. Други наставак је Мандерлеј из 2005, док се завршетак трећег, Васингтона, очекивао 2007. али је одложен на неодређено време.
Године 2003. номинован је за Златну палму која је отишла филму Слон.

## Радња

### Пролог
Догвил је изузетно мало место негде у Америци 30-их. До овог успаваног места у планинском крајолику од око 20 становника води само један пут који се у Догвилу завршава ограничен планинама. Његови становници описани су као једноставни, добри људи безначајних мана које је лако опростити и превидети. Гледалац Догвил доживљава у одређеној мери кроз очи Тома (глуми га Пол Бетани), младог „писца“ са ниједним написаним делом, коме је главна преокупација наговарање његових суграђана да долазе на редовне састанке на којима им он проповеда о темама „моралног унапређења“. Јасно је да Том жели да се промовише као замена за свог остарелог оца, др Тома Едисона старијег, који је очигледно најпоштованији члан, па и вођа заједнице.
Догвил има једну продавницу која продаје производе по превисоком ценама, и једну црквицу која нема капелана већ дуже време.

### Прво поглавље
„У којем Том чује пуцњаву и среће Грејс“
Грејс, на коју су гангстери наизглед пуцали, ушавши у Догвил среће Тома у једној од његових шетњи. Уплашена Грејс има намеру да настави свој бег преко планине, не желећи да ствара потешкоће људима Догвила, међутим, Том је убеђује како је планина исувише опасна за прелазак. Док њих двоје разговарају, гангстери долазе до улаза у Догвил. Том брзо сакрива Грејс у напуштени рудник на крају града и одлази да се сусретне са гангстерима. На питање једног од њих да ли је видео жену како пролази туда, Том одговара одрично. На то му један од гангстера даје визит карту и објашњава како га чека богата награда уколико их позове у случају да је види.
Том у Грејс види не само лепу жену, већ и инструмент у реформи становника Догвила. Он је види као „илустрацију“, којом ће се послужити на следећем састанку са намером да натера становнике Догвила да кроз прихватање Грејс, у ситуацији у којој се налази, покажу своју ширину. Становници Догвила (чија ће се „ширина“ и морал показати до краја филма) остају веома сумњичави према предлогу, али пристају да дају Грејс две недеље да им покаже како је добра особа. Након састанка, Том јој објашњава како она заправо има две недеље да се свиди људима Догвила и да их убеди да јој допусте да остане.

### Друго поглавље
„У којем се Грејс држи Томовог плана и приступа физичком раду“
Несигурна у то како да се допадне становницима Догвила, Грејс прихвата Томов предлог да посвети по мало времена сваком од становника обављајући за њих задатке или бавећи се физичким радом. Становници су у почетку веома скептични и срамежљиви тврдећи како за Грејс заправо нема никаквог конкретног посла. Међутим, Грејс полако почиње да рутински посвећује своје време потребама људи Догвила: дружи се са осамљеним, слепим Џек Мекејем, чува децу Чака и Вере, помаже у малој продавници и сл. Радећи ове послове „које нико заправо не треба“, али који побољшавају живот уснулих становника Догвила, Грејс постепено постаје члан заједнице. Након две недеље, долази тренутак одлуке о будућности Грејс у Догвилу.

### Треће поглавље
„У којем се Грејс упушта у сумњиву провокацију“
Након састанка становника, унапред уговореним знаком - ударима звона за сваки повољан глас, Грејс схвата да јој је дозвољено да остане. Грејс увиђа да је задобила наклоност великог броја становника, и по договору, наставља да им свакодневно помаже у замену за симболичну новчану надокнаду коју почиње да прима од сваког од њих. Са некима, Грејс наизглед склапа и пријатељства. „Упуштајући се у сумњиву провокацију“, Грејс одлучује да наведе Мекеја да призна да је слеп. Он који не излазећи из куће одбија било какав спомен слепила, константно у разговорима са Грејс дајући живописне описе различитих крајолика, коначно у разговору који је Грејс пажљиво замислила поверава управо њој оно што није никоме до тада, без обзира наочигледност те чињенице.

### Четврто поглавље
„Срећна времена у Догвилу“
Као што наслов поглавља говори, ова је било кратко али идилично време за Догвил и Грејс. Прекида га изненадан долазак полиције у град, први у сећању свих становника, која поставља постер „Нестала“ са Грејсином сликом. Овај догађај помало је узбуркао заједницу како се у мислима многим јавља питање сарадње са полицијом зарад сопствене безбедности.

### Пето поглавље
„Четврти јул после свега“
Без обзира на новостворену подозривост према ситуацији у којој се Грејс налази, живот у Догвилу се наставља на релативно неизмењен начин и полако стижу и прославе поводом 4. јула. Том, чија је заљубљеност у Грејс очигледна већ извесно време, бира овај дан да своју љубав обзнани. Становници, у слављеничком расположењу, се спонтано слажу како је Догвил заиста боље место захваљујући Грејс. Славље ипак на кратко прекида поновни долазак полиције која скида постер „Нестала“ и замењује га потерницом у вези са наводном умешаности Грејс у скорашњу пљачку. Иако је свима јасно да је Грејс у време пљачке радила у Догвилу, приметна је нелагодност становника проузрокована чињеницом да крију бегунца.
Схватајући сентименте становника, Том предлаже прилично невољној Грејс да почне дупло више да помаже становницима због нових околности. Како би удовољила Тому, Грејс ово прихвата.

### Шесто поглавље
„У којем Догвил показује своје зубе“
У овом тренутку ситуација се нагло погоршава. Због претрпаног распореда, Грејс почиње да прави грешке, на које становници не гледају нимало благонаклоно и све су грубљи према Грејс. Ситуација се све више погоршава, и мушки део популације све интензивније показује своју заинтересованост за њено тело, док је женски све више окрутан према њој. Чак и деца, почињу да је злоупотребљавају. Џејсон, син Чака и Вере, провоцирајући и уцењивајући Грејс, присиљава је да га истуче, знајући да Вера не одобрава физичке казне над децом. Истог дана, Чак силује Грејс која се осећа све беспомоћнијом и схвата како је немогуће да се одбрани од апетита грађана Догвила.

### Седмо поглавње
„У којем Грејс одлучује да јој је доста Догвила, напушта град, и поновно види светлост дана“
Док Грејс разматра могућност бега са Томом, Вера наилази и оптужује Грејс да је истукла Џејсона и изазвала Чака да је силује. Како би казнила Грејс, Вера одлучује да разбије све порцеланске фигурице које је Грејс куповала од своје мале плате. Грејс, која је изузетно заволела фигуре које су за њу имале и симболичну вредност, моли Веру да их не разбије и подсећа је како је њеној деци објаснила доктрину стоицизма коју нису могли да разумеју. Вера одлучује да поштеди одређен број фигурица ако Грејс успе да стоички стоји и не заплаче док она разбија неке од њих. Грејс, међутим, почиње да плаче, и све фигурице бивају разбијене. Грејс схвата да је са фигурицама нестала и њена припадност Догвилу и одлучује да је једино решење да побегне из Догвила. Уз помоћ Тома и Бена, локалног превозника, Грејс покушава да побегне у камиону који превози јабуке до већег града. Међутим, њен покушај са завршава тако што Бен „наплаћује“ своју услугу силовањем и коначно је поновно враћа у Догвил.
Оно што Грејс није знала пре уласка у камион је да је Том новац који је дао Бену заправо украо од свог оца. Када је нестанак новца уочен, а Том није признао, кривица је пала на Грејс и већ тада Бен није имао никакву намеру да јој помогне. Град је одлучио да неће дозволити да Грејс побегне. Том ће се касније бранити код Грејс како није признао да би сачувао свој положај код грађана Догвила и могао да помогне њој. Било како било, Грејс сада без икакве алегоричности постаје роб Догвила. Око врата јој стављају металну огрлицу и ланцем је везују за тежак гвоздени точак који мора да вуче свуда са собом. Врхунац њеног понижења је и звоно које јој стављају око врата како би стално знали где се налази. Догвил почиње без било каквих скрупула да искоришћава Грејс, преко дана она ради за све, а ноћу је подвргнута силовању свих мушкараца Догвила осим Тома. 

### Осмо поглавње
„У којем се одржава састанак на коме је исказана истина и Том одлази (да би се касније вратио)“
Током дугих дана које Грејс преживљава, она и Том размишљају о начину на који би убедили становнике да пусте Грејс. Том предлаже да на једном од састанак Грејс каже истину о сваком од становника и на тај начин их постиди. Те вечери на састанку, Грејс управо то и ради: описује тортуру коју је преживела од сваког од њих, описује свачији карактер и мане, и суштински разоткрива сваког од њих. Узрујани становници, бесни и у потпуном одрицању свега што су чули, одлучују да се морају решити Грејс и то препуштају Тому. Касније те вечери Том одлази до Грејс са жељом да спава са њом. Међутим, Грејс га одбија, говорећи да може да је има али да она то не жели. Томова сујета ово није могла да поднесе, он одлази и позива гангстере, и одлучује да Грејс до даљег треба да буде закључана.

### Девето поглавље
„У којем у Догвил пристиже дугоочекивана посета и филм се завршава“
Након пар дана у Догвил коначно стиже велики број гангстера. Том их, заједно са остатком Догвила, срдачно дочекује, међутим, убрзо постаје очигледно да посета неће протећи на начин на који су то људи Догвила очекивали. Наиме, испоставља се да је Грејс заправо ћерка моћног вође гангстера и да је од њега побегла јер није хтела да има везе са његовим мутним пословима. Грејс и њен отац се суочавају у лимузини. Прагматични отац указује Грејс да је заправо њена ароганција оно што ју је довело дотле. У почетку, Грејс ово коренито одбија, али гледајући људе Догвила схвата да је њена арогантна снисходљивост и повлашћивање другима, ненамећући им исте стандарде које је зацртала за себе заправо сама довела себе дотле. Коначно, она одлучује да уколико постоји и једно место без којег би свет био боље место, да је то место Догвил.
Одлучујући да се придружи оцу и његовим гангстерима, и прихвати све што уз то иде, Грејсина прва одлука у том својству била је да раскрсти са Догвилом. У крвопролићу које следи, гангстери пале Догвил и погубљују све његове становнике. Грејс је гангстерима посебно наредила да Верину децу погубљују једно по једно пред њом, и да јој кажу да уколико не заплаче, деца ће бити поштеђена. Међутим, Вера не успева, сва деца, па и беба у колевци, бивају погубљена, а иста судбина чека и остатак Догвила. Ипак, Грејс одлучује да ће се сама разрачунати са Томом. У снисходљивом тону, Том хвали Грејсине потезе, али се све завршава тако што Грејс прострељује Тома у главу. Грејс оставља у животу само старог, изгладнелог пса Мозеса, са чијим се завијањем и одласком гангстера из запаљеног Догвила филм завршава.

## Сценографија
Саму причу прати нарација, дата је у прологу и девет поглавља, а специфичност израза се огледа у потпуно минималистичкој сценографији. Иако на позорници стоји неколико зидова, који донекле ограничавају просторије, и нешто намештаја, њоме доминира равна црна подлога, на којој су постављене беле текстуалне ознаке, које означавају шта тај део позорнице представља. Овакав вид сценографије у модерним филмовима веома је редак и готово никад до сада није покушан, али има производ фокусирања пажње публике на саму причу и глумце без позадине која одвлачи пажњу. Огољена позорница је ипак надопуњена често претерано драматичним осветљењем, које има задатак приказа како природних појава (доба дана, залазак сунца, годишње доба) тако у одређеним случајима и психичких стања ликова.
Филм је „испричан“ у девет поглавља са прологом, у доле датом редоследу. Околности, релације а понекад и рефлексивне коментаре даје наративни глас Џон Херта.
Мото филма је: Успавани градић недалеко одавде.

## Тумачење
Сам мото филма - Успавани градић недалеко одавде - сугестивно делује на питање на шта се тачно односи Догвил. Тумачења филма опет су веома разноврсна, од оних који сматрају да је филм бриљантан и прожет бројним моћним порукама, други га виде као готово дилетантско остварење, и један од најгорих икада снимљених филмова.
Било како било, филм се несумњиво бави питањима моралности, алтруизма, америчким вредностима (где многи тврде како је филм изразито антиамерички), капитализмом, релативизмом и другим темама.